# Вулиявр
Вулиявр, Нижнекаменское (устар. Нижне-Каменское, кильд. саам. Вулъявр, Вулиявр) — пресное озеро в Мурманской области в восточной части Кольского полуострова. Площадь озера — 13,3 км². Площадь бассейна 5900 км².
Относится к бассейну Белого моря, лежит по течению реки Поной, которая образует перед озером многопроточную дельту — Сорок рукавов. Это единственное озеро, лежащее по течению самого Поноя. Перед впадением в него река расходится на множество протоков. Хотя площадь Вулиявра (13,3 км²) номинально несколько больше Чурозера, по объёму оно уступает ему в 6 раз. Озеро имеет длину 8 км, ширину — до 4 км; его преобладающая глубина — 0,7 м, а максимальная — 1,4 м. Находится на высоте 144 метра над уровнем моря. Рельеф берега равнинный, со всех сторон озеро окружено болотами. Береговая линия сильно изрезана. Чётко выделяются северный и южный плёсы, соединённые протоками и отделённые целой группой островов. В озеро, кроме Поноя, впадают реки Артельная и Старикова Речка.
Населённых пунктов на Нижнекаменском нет, к западу располагается нежилое селение Чальмны-Варрэ.